# Дівчинка і речі
«Речі» (більш відомий як «Дівчинка і речі») — радянський короткометражний чорно-білий фільм 1967 року, студентська робота режисера Микити Михалкова і оператора Ігоря Клебанова. Фільм з єдиною акторкою (дівчинкою) і майже без слів став першою режисерською роботою Микити Михалкова.

## Сюжет
Кімната в квартирі, за вікном зимовий міський пейзаж. Дівчинка прокинулася і займає себе розгляданням різних речей. Вона грає з лупою, підходить до дзеркала. Закриваючи то одне, то друге око, дивиться на портрет на стіні. Дістає мамині бігуді і намагається утримати їх на голові. Натискає на клавіші магнітофона. Звідти лунає музика, а потім діалог дорослих, чоловіка і жінки, записаний під час вечірки (мабуть, напередодні в цій же квартирі).

## У ролях
- Невідомі актори

## Знімальна група
- Режисер-постановник і сценарист:  Микита Михалков
- Оператор —  Ігор Клебанов
- Художник — Станіслав Фролов